# Бадді Деппеншмідт
Вільям Генрі «Бадді» Деппеншмідт (англ. William Henry "Buddy" Deppenschmidt, 16 лютого 1936 — 20 березня 2021) — американський джазовий барабанщик, відомий своєю участю у створенні 1962 року альбому Jazz Samba разом з Стеном Гетцем, Чарлі Бердом, Кітером Беттсом, Джо (Джином) Бердом та Біллі Райхенбахом.

## Музична кар'єра
Бадді Деппеншмідт народився 16 лютого 1936 у Філадельфії, штат Пенсільванія. Його батько був саксофоністом, грав в оркестрах Пола Вайтмена, Томмі Дорсі та Гленна Міллера, а потім керував власним музичним гуртом під псевдонімом «Бадді Вільямс».  1940 року Бадді Деппеншмідт і його мати переїхали до Річмонда, штат Вірджинія. Бадді ще підлітком почав професійно грати на барабанах, і врешті приєднався до оркестру Ронні Бартлі, з яким подорожував західними штатами. Після повернення до Ричмонда він грав з багатьма місцевими колективами, поки не приєднався до тріо Ньютона Томаса (1954—1959), що також було ритм-секцією у квінтеті Біллі Баттерфілда. Тріо гастролювало з Баттерфілдом на Північному Сході і Середньому Заході США у 1958–1959 роках. Виступ тріо Ньютона Томаса на джазовому фестивалі у Вірджинія-Біч мав надзвичайний успіх, на рівні з квартетом Дейва Брубека і тріо Чарлі Берда. За два дні Чарлі Берд прийшов у джазовий клуб Jolly Roger, де грав Бадді, запропонував йому постійну роботу у своєму тріо, на що отримав згоду. З 1959 по 1962 рік Бадді Деппеншмідт грав у складі тріо Берда у клубі Showboat Lounge, Вашингтон.
В лютому 1961 року, тріо у складі Чарлі Берд (гітара), Кітер Беттс (контрабас), Бадді Деппеншмідт (барабани), вирушило на гастролі Центральною та Південною Америкою. Цей тримісячний культурний обмін був туром  доброї волі, спонсорованим державним департаментом США, і  охоплював 18 країн. Зокрема в Бразилії Бадді проводив свій вільний час у спілкуванні з місцевими музикантами, демонстрував їм американські джазові стилі й навчався в них специфічному ритму босанови. За його тверрдженням, саме йому належить ідея створити альбом, що поєднує джаз і босанову і залучити до проекту Стена Гетца, одного з його джазових кумирів. Альбом Jazz Samba був записаний 13 лютого 1962 року і дав поштовх розповсюдженню босанови на національному і міжнародному рівні. Він став єдиним джазовим альбомом, що посів перше місце в чартах Billboard і тримався на високих місцях чартів впродовж 70 тижнів. Хіт альбому «Desafinado» був обраний до Зали слави Греммі 2000 року, а 2010 року до Зали слави Греммі увійшов весь альбом Jazz Samba. Незвичайні й тривалий час невідомі деталі цих подій, включно з участю Деппеншмідта, задокументовані Девідом Адлером у статті «Give The Drummer Some» в часописі Jazz Times в червні 2004 року., а також у серії статей та інтерв'ю Жосмара Лопеса.
Після співпраці з Чарлі Бердом Деппеншмідт в 1963-1964 роках виступав в клубі Marquis Lounge у тріо піаніста Доналда Ті Карсона. Потім він переїхав до округу Бакс, штат Пенсильванія, створив власний гурт Jazz Renaissance і грав у нічних клубах, на концертах і фестивалях з різним виконавцями. Бадді був барабанщиком тріо Джона Коута (1964—78), тріо Бернарда Пейффера (1967).
З середини 1960-х років він був штатним членом Newtown School of Music. Згодом Бадді викладав і виступав в Community Conservatory of Music, розташованій в окрузі Бакс, штат Пенсильванія. Він навчався у Дейва Левіна у Філадельфії, у класичного перкусіоніста Артура Декстрайера та Джо Морелло, легендарного барабанщика квартету Дейва Брубека. Впродовж своєї довготривалої та активної кар'єри викладача Бадді Деппеншмідт навчив безліч студентів, його роботи були занотовані в Modern Drummer Magazine та Creative Coordination for the Modern Drummer Кейтом Копландом. Його біографія викладена у «The Encyclopedia of Jazz in the Sixties» і «The New Grove Dictionary of Jazz».
Бадді Деппеншмідт грав у саундтреках наступних фільмів: «A Thousand Clowns» (1965), «Wall Street» (1987), «Bossa Nova» (2000), «The Lake House» (2006), «Whatever Works» (2009).
Впродовж багаторічного перебування на джазовій сцені Бадді Деппеншмідт грав з такими джазовими зірками, як: Моуз Еллісон, Чет Бейкер, Кітер Беттс, Біллі Баттерфілд, Чарлі Берд, Джон Кот молодший, Аль Кон, Метт Денніс, Боб Доро, Герб Елліс, Тал Фарлоу, Стен Гетц, Аль Гейг, Лайонел Гемптон, Баррі Гарріс, Коулмен Гокінс, Ширлі Горн, Дж. Дж. Джонсон, Ларрі Маккенна, Джеймс Муді, Кінг Плеже, Максін Салліван, Кларк Террі, Джо Венаті та Філ Вудс.

## Смерть
Бадді Деппеншмідт помер 20 березня 2021 года у вісімдесят п'ять років від ускладнень захворювання на COVID-19 в Дойлстауні, Пенсильванія.

## Дискографія

### Студійні альбоми
- 1961: Charlie Byrd at the Village Vanguard (Riverside RS 9452)
- 1961: Blues Sonata (Riverside RS 9453)
- 1962: The Guitar Artistry Of Charlie Byrd (Riverside RM 451)
- 1962: Jazz Samba (Verve V6-8432)
- 1962: Bossa Nova Pelos Pessaros (Riverside RS 9436)
- 1962: Latin Impressions (Riverside RS 9427)
- 1963: Once More! Charlie Byrd's Bossa Nova (Riverside RS 9454)

### Компіляції
- 1973: Latin Byrd (Milestone MSP-47005)
- 1978: Charlie Byrd in Greenwich Village (Milestone M-47049)
- 2009: Guitar/Guitar (Wounded Bird Records WOU 9130)